# District de Chí Linh
Chí Linh est un district de la  Province de Hải Dương dans la région du delta du Fleuve Rouge au Vietnam.
En 2010, le district de Chí Linh est devenu la ville de Chí Linh.

## Présentation
Il a une superficie de 281 km2. Sa capitale est Sao Do'. En 2010, sa population était de 164 837 habitants. 